# Heinrich Meibom (poète)
Pour l’article homonyme, voir Heinrich Meibom.
Heinrich Meibom, en latin Melbomius, est un poète, philologue et historien allemand, né à Lemgo en 1555 et mort à Helmstedt en 1625.
Il enseigna l’histoire et la poésie dans cette dernière ville et reçut de l’empereur Rodolphe II, auprès de qui il avait été envoyé en mission, des lettres de noblesse et le titre de poète lauréat. 

## Œuvres
Meibom s’attacha particulièrement à élucider l’histoire d’Allemagne au moyen âge et recueillit un grand nombre de chroniques et de pièces originales qui ont été publiées sous le titre de : Opuscula historica varia ad res germanicas spectantia, partira primum, partira auctius edita (Helmstædt, 1S60, in-4°). On lui doit, en outre, Parodiarum Horatianarum libri III, et Sylvarum libri II (Helmstædt, 158S), recueil devenu rare ; Walbeckirsche chronica (Helmstædt, 1619) ; des éditions annotées de plusieurs ouvrages curieux.

### Source
« Heinrich Meibom (poète) », dans Pierre Larousse, Grand dictionnaire universel du XIXe siècle, Paris, Administration du grand dictionnaire universel, 15 vol., 1863-1890 [détail des éditions].